# Jesse Mermuys
Jesse Mermuys (1981) è un allenatore di pallacanestro statunitense, vice-allenatore dei Phoenix Suns.